# Just Heroes
Pour plus de détails, voir Fiche technique et Distribution.
Just Heroes (義膽群英, Yee dam kwan ying) est un film d'action hongkongais réalisé par John Woo et Wu Ma et sorti en 1989.

## Synopsis
Après la mort d'un chef de triade, le syndicat du crime organisé de Hong Kong est en conflit alors que divers dirigeants potentiels se disputent le pouvoir.

## Fiche technique
Sauf indication contraire, les informations mentionnées dans cette section peuvent être confirmées par la base de données cinématographiques IMDb,  présente dans la section « Liens externes ».
- Titre original : 義膽群英
- Titre international : Just Heroes
- Réalisation : John Woo et Wu Ma
- Scénario : Hau Chi-keung et Ni Kuang
- Musique : Wong Jim, Romeo Diaz (en) et Sherman Chow
- Production : Chang Cheh et Tsui Hark
- Société de production : Magnum Films
- Société de distribution : Golden Princess Film Production (Hong Kong)
- Pays d'origine :  Hong Kong
- Langue originale : cantonais
- Format : couleur
- Genre : action et film de gangsters
- Durée : 97 minutes
- Dates de sortie[1] : 
  - Hong Kong : 14 septembre 1989
  - France : 23 juillet 1999

## Distribution
- David Chiang (VF : Olivier Destrez) : Cheung Pak Wai
- Danny Lee (VF : Bruno Dubernat) : Sou
- Chen Kuan-tai (VF : Pierre-François Pistorio) : Leung Jang Lung
- Tien Niu : Annie
- Cally Kwong
- Stephen Chow (VF : Pierre Tessier) : 'Jacky' Yuen Kei-hao
- Feng Ku : homme de Tsou
- Wu Ma : Ma
- Liu Chia-yung : homme de Tsou
- Lei Cheng
- Cheng Kang-yeh
- John Cheung
- Tao Chiang
- Tina Fei Chin
- Paul Chun : Tsou
- Fung Hark-on : Informant
- Tsan Hsi Hsia
- Phillip Ko : Thug
- Lo Lieh : Law
- Joe Nieh
- Shing Fui-on : Wah
- Chia Tang
- Tien Ching
- Ti Lung : Loon
- Bill Tung : oncle Gwai
- James Wong : Solicitor Wong
- Wong Parkman : officier Lee
- Wu Shao-hung
- Yang Tse-lin
- Yee Fan-wei : membre de triade
- Yueh Hua
- Yuen Woo-ping : membre de triade
- Zhao Lei

## Production
Le tournage a lieu à Hong Kong à Taïwan.

## Accueil
Il totalise 7 913 229 HK$ de recettes au box-office[réf. nécessaire].